# Live at River Plate
| 평가 점수 | 평가 점수 |
| 출처      | 점수      |
| --------- | --------- |
| Allmusic  | [ 1 ]     |

《Live at River Plate》는 2012년 11월 19일에 발매된 오스트레일리아의 하드 록 밴드 AC/DC의 라이브 음반이다.
이 음반은 2009년 12월 4일, 아르헨티나 부에노스아이레스의 리버 플레이트 스타디움에서 AC/DC의 Black Ice World Tour 동안 녹음되었다. 같은 콘서트의 비디오 영상은 2011년 5월에 《Live at River Plate》로 DVD와 블루레이로 공식 출시되었다. 이 음반은 오리지널 리듬 기타리스트이자 공동 창업자인 맬컴 영이 2017년 건강 및 사망으로 인해 2014년 은퇴하기 전에 참여한 밴드의 마지막 라이브 음반이다.

## 비판 및 상업적인 대응
이 음반은 올뮤직과 같은 출판물들로부터 엇갈린 긍정적인 평가를 받았는데, 스티븐 토마스 얼와인은 이 밴드의 보컬리스트인 "브라이언 존슨이 입기에는 조금 더 안 좋게 들린다"고 말했지만 "영 형제, 클리프 윌리엄스, 필 러드는 여전히 바위처럼 견고하다"고 말했다. 얼와인의 의견으로는 〈Rock 'n' Roll Train〉과 같은 새로운 곡들은 그 그룹이 계속 연주하고 있는 AC/DC의 초기 작업과 완벽하게 어울린다. 그는 수십 년간의 공연에도 불구하고 "헤비 로큰롤의 다량"을 제공한 것에 대해 전반적으로 칭찬했다.
영국에서 《Live at River Plate》가 발매되면서 영국 록 & 메탈 싱글 차트 상위 10위권 전체가 AC/DC 곡으로 구성되었다. 〈Back in Black〉, 〈Highway to Hell〉, 〈You Shook Me All Night Long〉, 〈Thunderstruck〉, 〈Whole Lotta Rosie〉, 〈Shoot to Thrill〉, 〈Hells Bells〉, 〈It's a Long Way to the Top (If You Wanna Rock 'n' Roll)〉, 〈For Those About to Rock (We Salute You)〉, 〈T.N.T.〉는 모두 해당하는 순서로 상위 10위 안에 들어 있다. 특히 차트에 수록된 여러 곡이 사실상 스튜디오 버전이었다. 이는 《Live at River Plate》의 발매 당시 AC/DC의 모든 음반이 아이튠즈를 통해 재발매되는 움직임에 따른 것이다.

## 곡 목록
모든 곡들은 특별한 언급이 없는 한 앵거스 영, 맬컴 영 그리고 본 스콧에 의해 작사/작곡하였다.
| #   | 제목                             | 작사·작곡                   | 재생 시간 |
| --- | -------------------------------- | --------------------------- | --------- |
| 1.  | 〈Rock 'n' Roll Train〉          | A. 영, M. 영                | 6:34      |
| 2.  | 〈Hell Ain't a Bad Place to Be〉 |                             | 4:27      |
| 3.  | 〈Back in Black〉                | A. 영, M. 영, 브라이언 존슨 | 4:14      |
| 4.  | 〈Big Jack〉                     | A. 영, M. 영                | 4:07      |
| 5.  | 〈Dirty Deeds Done Dirt Cheap〉  |                             | 4:58      |
| 6.  | 〈Shot Down in Flames〉          |                             | 3:47      |
| 7.  | 〈Thunderstruck〉                | A. 영, M. 영                | 5:32      |
| 8.  | 〈Black Ice〉                    | A. 영, M. 영                | 3:43      |
| 9.  | 〈The Jack〉                     |                             | 10:11     |
| 10. | 〈Hells Bells〉                  | A. 영, M. 영, 존슨          | 5:37      |

| #  | 제목                                        | 작사·작곡          | 재생 시간 |
| -- | ------------------------------------------- | ------------------ | --------- |
| 1. | 〈Shoot to Thrill〉                         | A. 영, M. 영, 존슨 | 5:55      |
| 2. | 〈War Machine〉                             | A. 영, M. 영       | 3:39      |
| 3. | 〈Dog Eat Dog〉                             |                    | 5:09      |
| 4. | 〈You Shook Me All Night Long〉             | A. 영, M. 영, 존슨 | 4:01      |
| 5. | 〈T.N.T.〉                                  |                    | 3:57      |
| 6. | 〈Whole Lotta Rosie〉                       |                    | 5:57      |
| 7. | 〈Let There Be Rock〉                       |                    | 18:05     |
| 8. | 〈Highway to Hell〉                         |                    | 4:43      |
| 9. | 〈For Those About to Rock (We Salute You)〉 | A. 영, M. 영, 존슨 | 7:44      |

## 인증
| 국가                                                  | 인증 | 판매량/출하량 |
| ----------------------------------------------------- | ---- | ------------- |
| 오스트레일리아 (ARIA)                                 | 골드 | 35,000^       |
| 오스트리아 (IFPI 오스트리아)                          | 골드 | 10,000*       |
| 핀란드 (Musiikkituottajat) video release              | 골드 | 6,265         |
| 프랑스 (SNEP)                                         | 골드 | 50,000*       |
| 독일 (BVMI)                                           | 골드 | 100,000^      |
| 이탈리아 (FIMI)                                       | 골드 | 25,000*       |
| 스페인 (PROMUSICAE)                                   | 골드 | 20,000^       |
| *판매량을 기반으로 한 인증 ^출하량을 기반으로 한 인증 |      |               |

## 같이 보기
- AC/DC의 음반 목록